# Macadam Bumper
Macadam Bumper  est un jeu vidéo de flipper créé par Rémi Herbulot. Il a été édité sur plusieurs plateformes : Amstrad CPC (1985), Atari ST (1986, puis en 1987 sous le nom de Pinball Wizard par Accolade), Commodore 64 (1985, Personal Software Services), Oric (1985),, MS-DOS (1987), MSX (1985), Thomson (1988) et ZX Spectrum (1985).

## Synopsis
Ce jeu présente le même objectif qu'un jeu de flipper habituel : conserver sa bille le plus longtemps possible pour marquer un maximum de points.

## Système de jeu
Le jeu se contrôle au clavier (les touches diffèrent en fonction des plateformes), voire à la souris sur Atari ST.
Le programme offre plusieurs tables prédéfinies et un éditeur pour créer son propre flipper.

## Équipe de développement
- Programmation : Rémi Herbulot
- Graphismes : Michel Rho
- Portage Commodore 64 : Sergio Andolfatto
- Portage Thomson : Sylvain Huet[7]